# 纪念碑球场
安东尼奥·贝斯普西奥·利贝尔蒂纪念碑球场（西班牙語：Estadio Monumental Antonio Vespucio Liberti），簡稱纪念碑球场（El Monumental），是一座位於阿根廷布宜諾斯艾利斯的足球場。纪念碑球场是阿根廷知名球會河床體育會的主場，球會在1986年為紀念第4任主席安东尼奥·贝斯普西奥·利贝尔蒂而把球場命名為現時名字。
纪念碑球场主辦了多場阿根廷國家足球隊的主場賽事，包括1978年世界杯东道主阿根廷對決荷蘭的決賽。

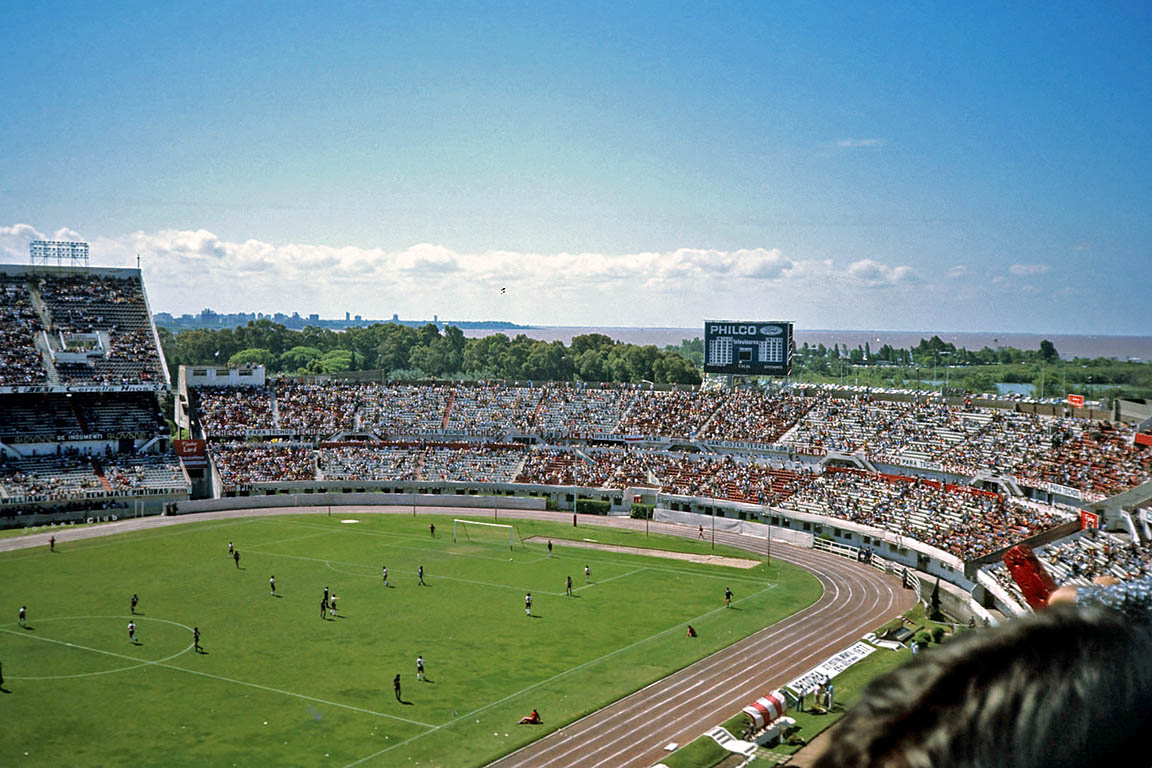
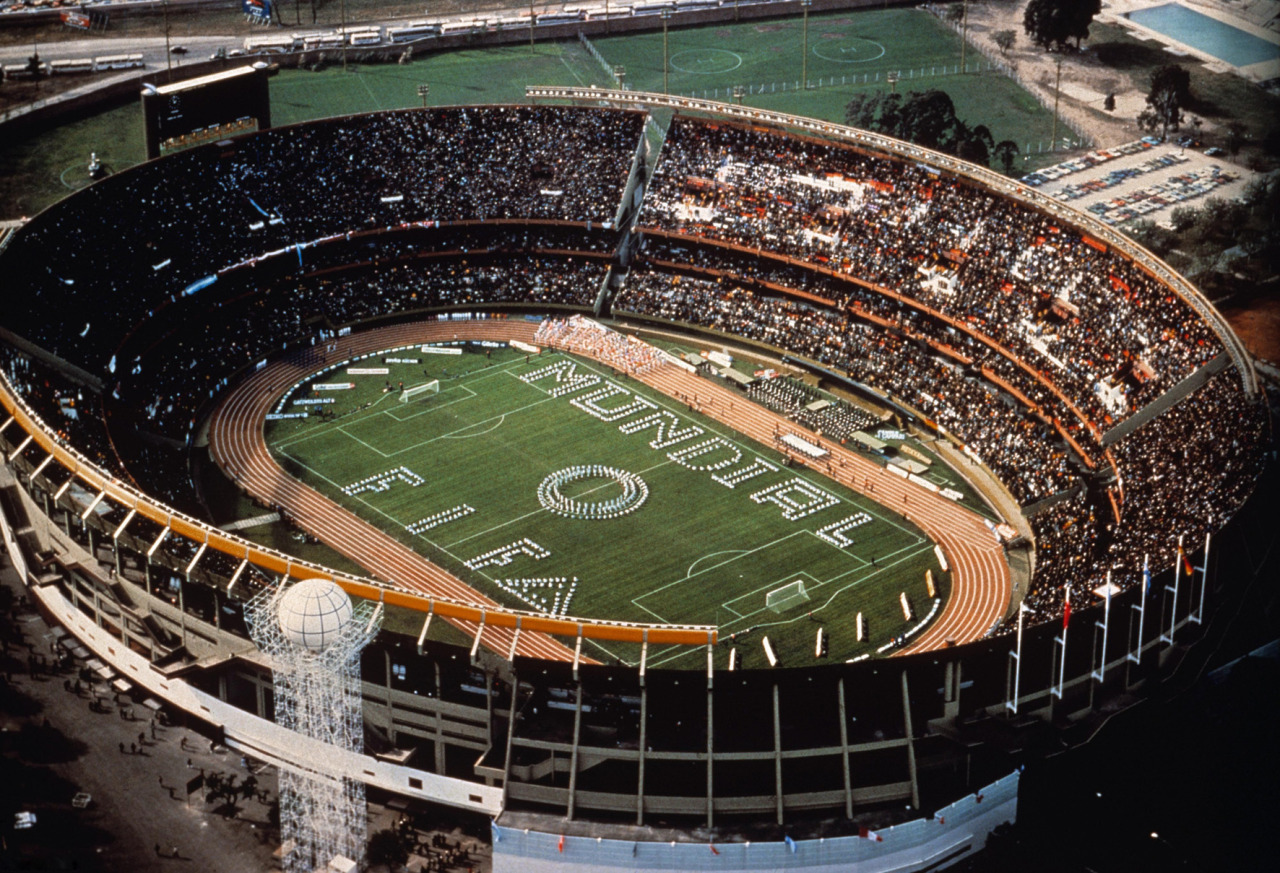
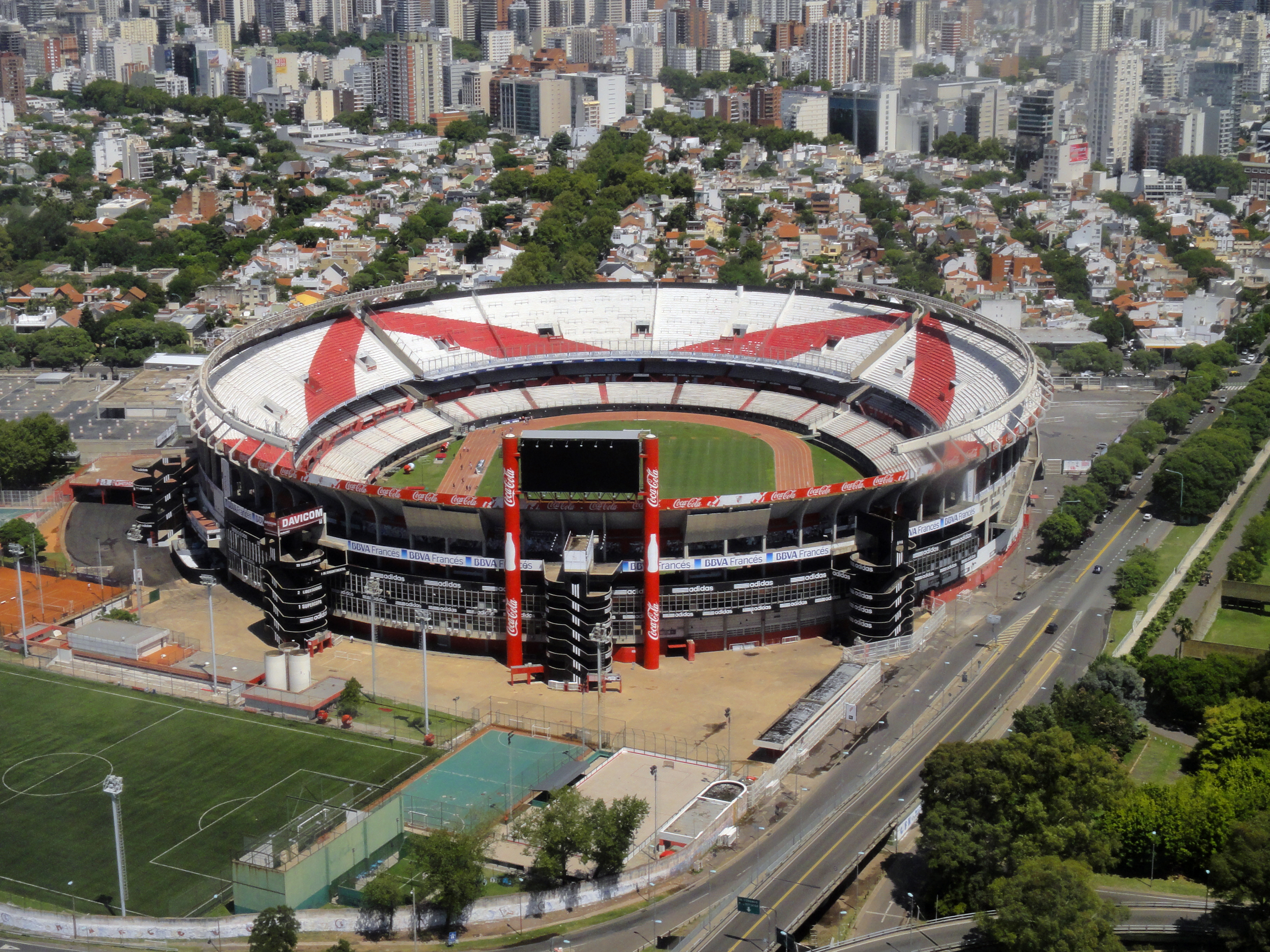
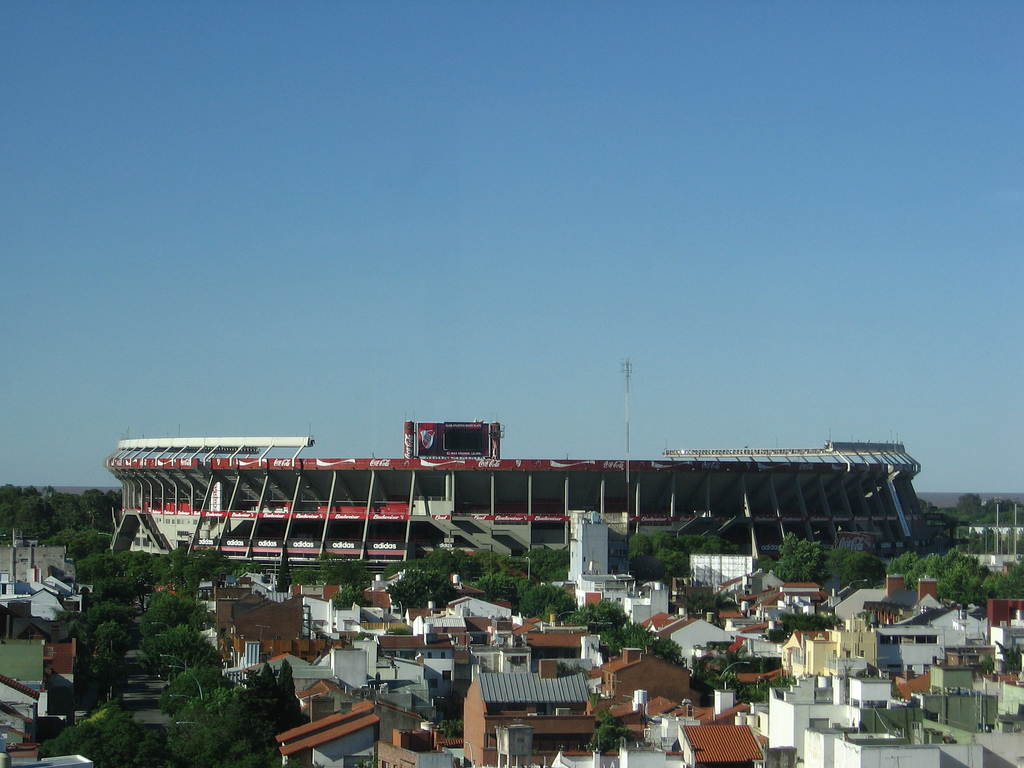

## 外部連結
- 河床體育會官方網站 （页面存档备份，存于）（西班牙文）
- 球場圖片 （页面存档备份，存于）